# روب فيشر
روب فيشر (بالإنجليزية: Rob Fisher)‏ هو كاتب أغاني بريطاني، ولد في 5 نوفمبر 1956، وتوفي في 25 أغسطس 1999 بسبب سرطان القولون.

## وصلات خارجية
- روب فيشر على موقع IMDb (الإنجليزية)
- روب فيشر على موقع ميوزك برينز (الإنجليزية)
- روب فيشر على موقع ديسكوغز (الإنجليزية)